# شهرستان خودمختار ایبیان یی
شهرستان خودمختار ایبیان یی (به لاتین: Ebian Yi Autonomous County) یک منطقهٔ مسکونی در چین است که در لیشان واقع شده‌است. شهرستان خودمختار ایبیان یی ۲٬۳۹۵ کیلومتر مربع مساحت دارد.